# Piney
Piney je naselje in občina v severnem francoskem departmaju Aube regije Šampanja-Ardeni. Leta 1999 je naselje imelo 1.226 prebivalcev.

## Geografija
Naselje leži v pokrajini Šampanji znotraj regijskega naravnega parka la forêt d'Orient, 23 km severovzhodno od središča departmaja Troyesa.

## Uprava
Piney je sedež istoimenskega kantona, v katerega so poleg njegove vključene še občine Assencières, Val-d'Auzon, Bouy-Luxembourg, Brévonnes, Dosches, Géraudot, Luyères, Mesnil-Sellières, Onjon in Rouilly-Sacey s 4.334 prebivalci.
Kanton je sestavni del okrožja Troyes.
1. ↑  »Populations légales 2016«. Nacionalni inštitut za statistične in gospodarske raziskave. Pridobljeno 25. aprila 2019.